# Compañía de Ingenieros QBN y de Apoyo a la Emergencia 601
La Compañía de Ingenieros QBN y de Apoyo a la Emergencia 601 (Ca Ing QBN Apy Emer 601) es una subunidad independiente del arma de ingenieros del Ejército Argentino con especialidad en Defensa Nuclear, Radiológica, Biológica y Química y constituye la única unidad de las Fuerzas Armadas de la Nación con esa capacitación.

## Reseña
En 1998 fue creada con asiento en Campo de Mayo la Compañía de Defensa Química, Biológica y Nuclear dentro del Batallón de Ingenieros 601. En 2014 fue trasladada al cuartel San Nicolás en San Nicolás de los Arroyos, hasta entonces custodiado por el Destacamento de Vigilancia Cuartel «San Nicolás». 
A fines del año 2019 la Compañía realizó trabajos de limpieza bacteriológica y química de los recintos donde se celebró la Cumbre del G-20 de Buenos Aires.
En la segunda quincena de noviembre de 2024 la subunidad independiente participó del ejercicio "Soberanía" realizado por el Ejército Argentino en la región noreste de la Argentina, avanzando al pueblo de San Lorenzo, provincia de Santa Fe.